# Риполь
Риполь (Catalan pronunciation: [riˈpoʎ]) — столиця комарки Рипульєс, у провінції Жирона, Каталонія, Іспанія. Він розташований на місці злиття річки Тер та її притоки Фрезер, поруч із Піренеями поблизу французького кордону. У 2009 році населення становило 11 057 осіб.
Перші сліди проживання людей на цій території датуються бронзовою добою і їх можна побачити у формі дольменів, таких як ті, що знайдені в Ель-Сот-де-Донес-Мортес або в Пардінеллі. Пізніше ця територія використовувалася народами атлантичної культури для зберігання бронзової зброї та як шлях від Каталонської центральної западини до Піренеїв. У цьому районі також є гробниці періоду пізньої римської окупації та деякі гробниці вестготів.
Тут знаходиться знаменитий бенедиктинський монастир, побудований у романському стилі, Санта-Марія-де-Риполь, заснований графом Вільфредом Волохатим у 879 році. Граф використовував його як центр для повторного заселення регіону після його завоювання. У високе середньовіччя його замком, замком Сагуардія, розташованим у графстві Лез-Ллосс, керувала родина Сагуардія, з якої Понс де ла Гуардія був відомим трубадуром.